# 스기타 겐파쿠
스기타 겐파쿠(일본어: 杉田 玄白, 1733년 10월 20일 ~ 1817년 6월 1일)는 에도 시대의 난방의(蘭方醫)이다. 즉, '네덜란드 의학'(和蘭醫學)을 시술한 난학의 개척자이다. 와카사국
오바마번의로서 덴신로(天真楼)라는 이름을 걸고 제자들을 키웠고, 해체신서의 번역자로 널리 알려졌다.

## 생애
스기타는 우시고메, 오바마번의 하층집안에서 태어났다. 생모는 출산중에 죽었다. 청소년기에 가업인 의학공부를 시작했다. 의술은 니시 겐테쓰(西玄哲)에게 배웠고 한학은 미야세 로몬(宮瀬竜門)에게 배웠다.
1752년 오바마번의가 되어 상급무사들을 진료했다. 1757년에는 에도의 니혼바시에 개업해 동네의사가 되었다. 다무라 란스이(田村元雄)나 히라가 겐나이(平賀源内)같은 본초학자들과 교류하기도 했다. 이후 조력자가 되는 나카가와 준안(中川淳庵)도 여기서 만났기 때문에 난학자 그룹과의 교류가 시작된 시점으로 보인다. 1754년에 교토의 야마와키 도요(山脇東洋)가 처형된 죄인을 해부해 일본 최초의 인체해부를 감행했고 네덜란드 의학책의 정확성을 검증했다. 이 파문이 일본 의학계로 퍼져나갔고 겐파쿠는 기존의 오장육부설에 의문을 품기 시작한다.
1765년 번의 수석의사가 된다. 네덜란드 상관장과 통역사 등이 쇼군에게 정기 인사(参府)를 왔을 때 겐파쿠는 그들이 묵는 숙소인 나가사키야(長崎屋)를 찾아갔다. 통역사인 니시 젠자부로(西善三郎)는 겐파쿠에게 네덜란드어는 무척 어렵다 말해서 겐파쿠는 배울 생각을 접었다. 1769년 부친 사망후에도 가업을 계속 이어 신오하시(新大橋)에서 진료한다.
1771년 나카가와 쥰안이 네덜란드 상관에서 네덜란드어 의학서인 『타펠 아나토미아』를 빌려왔다. 읽을 수 없었지만 도판의 정밀함에 겐파쿠는 놀라 번에 얘기하여 한권 구매했다. 그러다가 오래전부터 요청했던 죄인 해부(腑分) 참관 허락이 떨어져서 겐파쿠는 동료 의사인 나카가와 쥰안과 마에노 료타쿠를 불렀다. 우연하게도 마에노 료타쿠 역시 나가사키에서 네덜란드어를 배운 뒤 타펠 아나토미아를 들고 돌아온 상태였고 함께 사형장인 센쥬코츠가하라(千寿骨ヶ原)로 갔다. 해부도의 정확성은 감탄할 수준이었다. 겐파쿠의 제안으로 세사람은 타펠 아나토미아를 번역하기로 했고 3년이 지난 후에 해체신서라는 이름을 달아 간행했다. 지인인 카츠라가와 호산(桂川甫三)을 통해 쇼군에게 헌상하여 뒷탈을 없앴다.
1776년 근처의 타케모토 토오베(竹本藤兵衛)의 영지로 이동해 500여평의 땅을 빌려 개업을 하고 사숙인 텐신로(天真楼)를 열었다. 겐파쿠는 특히 외과에 뛰어났는데 "환자가 날마다 많아서 매년 천명 이상을 치료한다"는 말이 있었다. 당시 유학자인 시바노 리츠잔(柴野栗山)이 "스기타 겐파쿠는 에도 제일의 실력을 가진 의사다. 여기에 몸을 맡기면 조금도 불안하지 않고 안심된다."고 적을 정도였고 만년에는 점점 녹봉이 늘어 연 400석에 달했다.

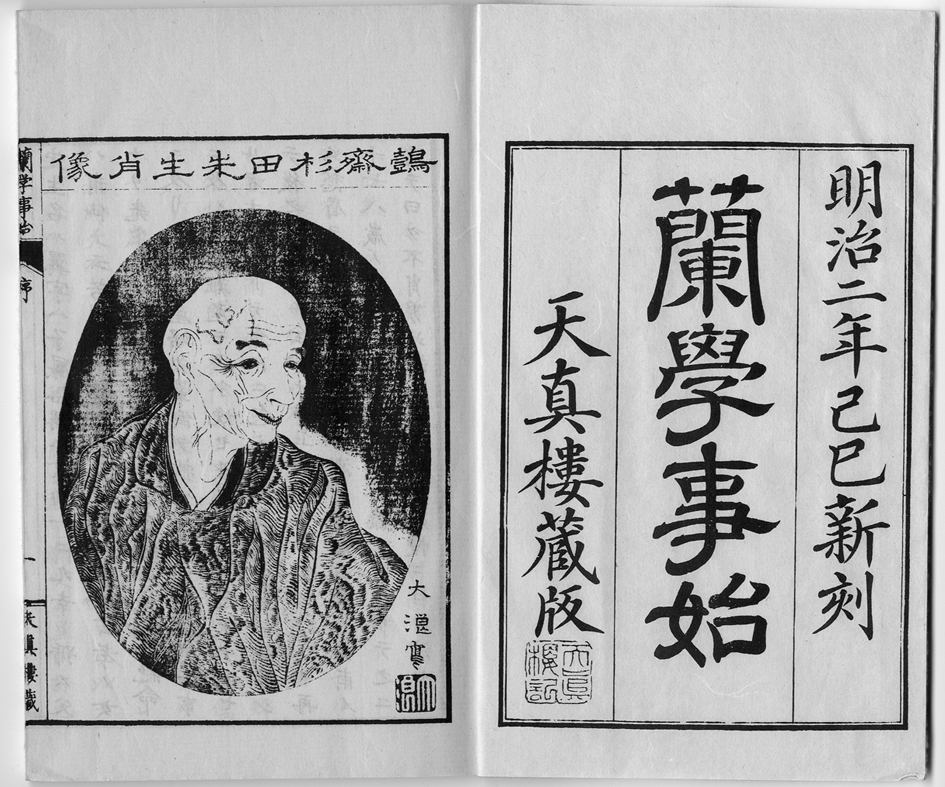
『蘭学事始』明治2年刊。

만년에는 회고록인 '난학사시'를 집필했다. 후에 후쿠자와 유키치가 발굴하여 출간했다. 1805년에는 11대 쇼군 도쿠가와 이에나리를 배알하고 좋은 약을 진상했다. 1807년에는 집안일을 아들 하쿠겐(伯元)에게 맡기고 은거했다. 손자인 스기타 세이케이(杉田成卿)는 막부의 천문보(天文方)가 되었다. 묘지는 도쿄 아타고(愛宕)의 에이겐엔(栄閑院)이다. 초상은 이시카와 다이로(石川大浪)의 그림으로 알려져있고 와세다 대학에 소장되어있다.

## 참고 문헌
- 스기타 겐파쿠 - 브리태니커 백과사전 (다음백과 미러)
- 난학사시
  - 일본 난학의 개척자 스기타 겐파쿠, 이종각 저, 서해문집, 2013년
  - 난학의 세계사, 이종찬 저, 알마, 2014년
- 1775 광의지언(狂醫之言) pdf[깨진 링크(과거 내용 찾기)]

## 같이 보기
- 오가타 고안